# أوليل أمين
أوليل أمين هو مركب عضوي له الصيغة الجزيئية C18H35NH 2،  وهو أمين دهني غير مشبع يحتوي بشكل أساسي علي حمض دهني «الأوليك» ومجموعة الأمين، وجوده في صورة نقية تجعله سائل صافٍ وعديم اللون. تتنوع كواشف الأوليل أمين المتاحة تجارياً  حيث يختلف اللون من شفاف وعديم اللون إلى درجات متفاوتة من اللون الأصفر بسبب الشوائب؛ ومنها شوائب رئيسية وتشمل الأيزومير ترانس (إلايديل أمين) وسلاسل طويلة من الأمينات مع اختلاف أطوال السلسلة أما الشوائب البسيطة تشمل المواد المحتوية على الأكسجين مثل الأميدات والنيترولكانات.

## التفاعلات الكيميائية
يتفاعل أوليل أمين مع حمض الكربوكسيل لتكوين ملح الكربوكسيل من خلال تفاعل طارد للحرارة، يمكن أن يتكثف ملح الكربوكسيل إلى أميدات من خلال فقدان جزيء ماء واحد.

## الاستخدامات
من الناحية التجارية، يتم استخدامه بشكل أساسي كمادة خافضة للتوتر السطحي أو مركب أولي لمواد خافضة للتوتر السطحي.
كما تم استخدامه في المختبر في تخليق الجسيمات النانوية. يمكن أن يعمل كمذيب لخليط التفاعل وكعامل تنسيق لتثبيت سطح الجسيمات ويمكن أن تنسق أيضًا مع أيونات المعادن وتغير شكل السلائف المعدنية وتؤثر على حركية تكوين الجسيمات النانوية أثناء التخليق.

## سلامة
الأوليل أمين لديه LD50 (داخل البريتون) من 888   ملغم / كغم في الفئران ومع ذلك لاحظ أنه مُدرج ضمن المخاطر الصحية من المستوى 3 طبقًا ل NFPA لذلك يجب التعامل معه بحذر.